# Port lotniczy Whitehorse
Port lotniczy Whitehorse (IATA: YXY, ICAO: CYXY) – międzynarodowy port lotniczy położony w Whitehorse, w prowincji Jukon, w Kanadzie.

## Linie lotnicze i połączenia
- Air Canada
  - Air Canada Jazz (Vancouver)
- Air North (Vancouver, Calgary, Edmonton, Dawson City, Inuvik, Old Crow, Fairbanks)
- Condor Airlines (Frankfurt) [sezonowo]
- First Air (Fort Simpson, Yellowknife)